# François Varambon
François Laurent Léon Varambon, né à Lyon le 7 juillet 1830, mort à Paris le 4 mai 1885, est un avocat et homme politique français.

## Biographie
Il est élu député du Rhône en 1876. Signataire en mai 1877 du manifeste des 363, il est réélu en octobre 1877 et 1881, démissionnaire en mai 1883.
- Sous-secrétaire d'État à la Justice et aux Cultes du 30 janvier 1882 au 6 août 1882 dans le Gouvernement Charles de Freycinet (2)
- Sous-secrétaire d'État à la Justice et aux Cultes du 10 août 1882 au 28 janvier 1883 dans le Gouvernement Charles Duclerc
- Sous-secrétaire d'État à la Justice et aux Cultes du 29 janvier 1883 au 20 février 1883 dans le Gouvernement Armand Fallières

## Sources
- « François Varambon », dans Adolphe Robert et Gaston Cougny, Dictionnaire des parlementaires français, Edgar Bourloton, 1889-1891 [détail de l’édition]